# Robinson Crusoe
Robinson Crusoe é um romance escrito por Daniel Defoe e publicado originalmente em 1719 no Reino Unido. Epistolar, confessional e didático em seu tom, a obra é a autobiografia fictícia do personagem-título, um náufrago que passou 28 anos em uma remota ilha tropical próxima a Trinidad, encontrando canibais, cativos e revoltosos antes de ser resgatado. O livro foi originalmente publicado na forma de folhetins em The Daily Post, sendo o primeiro romance-folhetim.
O título original da obra é The Life and Strange Surprizing Adventures of Robinson Crusoe, of York, Mariner: Who lived Eight and Twenty Years, all alone in an un‐inhabited Island on the Coast of America, near the Mouth of the Great River of Oroonoque; Having been cast on Shore by Shipwreck, wherein all the Men perished but himself. With An Account how he was at last as strangely deliver’d by Pyrates, tendo sido lançada em Lisboa à época em edição traduzida para o português e cujo título era Aventuras de Robinson Crusoé. No mesmo ano, foi lançada a segunda e menos conhecida parte do romance, intitulada The Farther Adventures of Robinson Crusoe, Being the Second and Last Part OF His Life, And of the Strange Surprising Accounts of his Travels Round three Parts of the Globe e cujo título então em português foi Vida e Aventuras admiráveis de Robinson Crusoé, que contém a sua tornada à sua ilha, as suas novas viagens, e as suas reflexões.
Supõe-se que o enredo básico tenha sido influenciado pela história de Alexander Selkirk, um náufrago escocês que viveu durante quatro anos em uma ilha do Pacífico chamada "Más a Tierra" (renomeada em 1966 para Ilha Robinson Crusoe). Os aspectos da ilha onde Crusoe viveu provavelmente foram baseados na ilha caribenha de Tobago. É também provável que Defoe tenha sido influenciado pela tradução em latim ou inglês de O Filósofo Autodidata, de Ibn Tufail, romance do século XII na época recém-lançado pela primeira vez na Europa e que também gira em torno de um personagem isolado em uma ilha deserta.
No final do século XIX, nenhum livro na história da literatura ocidental tinha mais reimpressões, spin-offs e traduções (até mesmo para idiomas como inuíte, copta e maltês) do que Robinson Crusoe, com quase 700 versões incluindo edições infantis sem texto, apenas com imagens.

## Sinopse

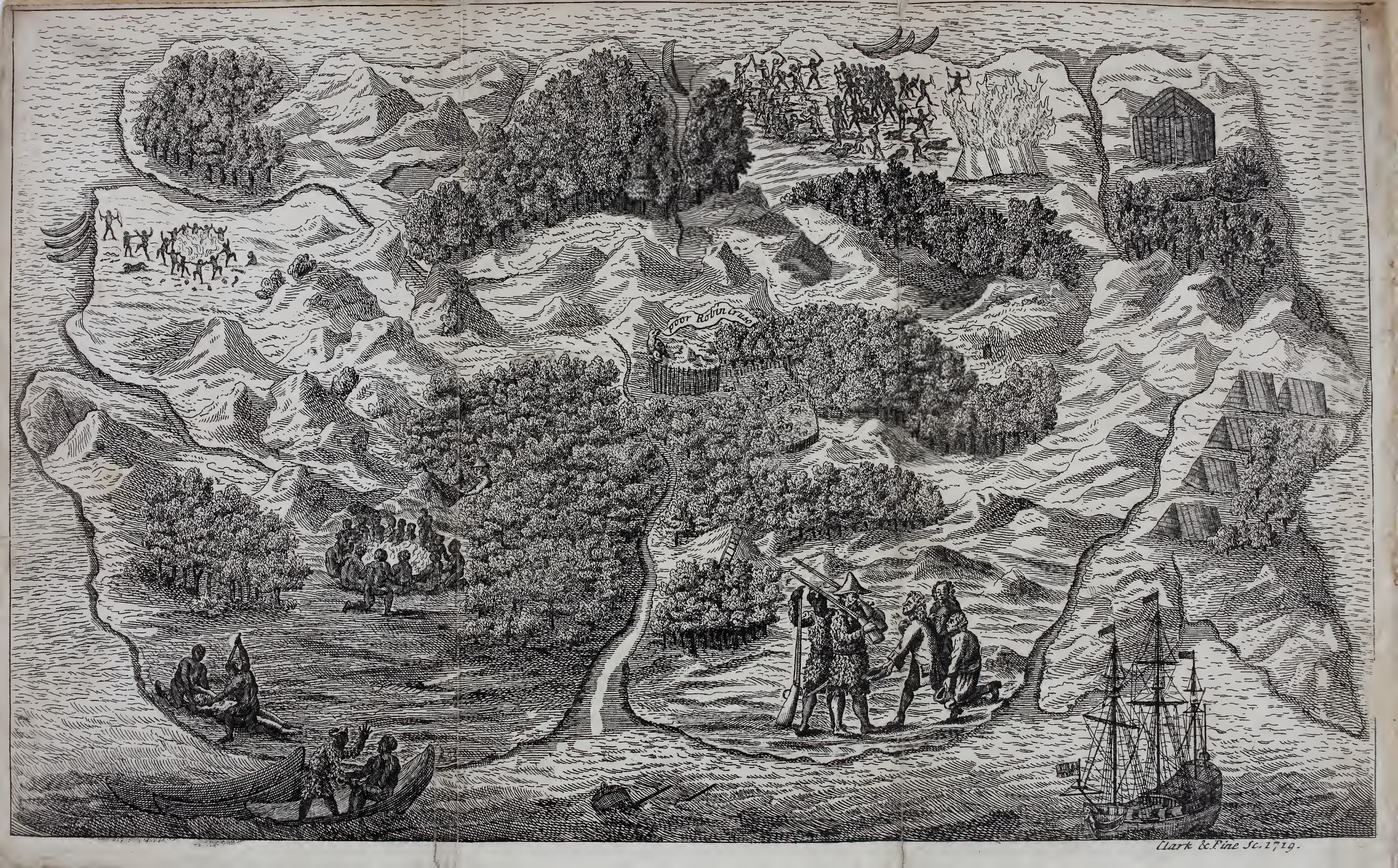
Mapa pictórico da ilha de Crusoé, a "Ilha do Desespero", mostrando incidentes do livro

Robinson Crusoé (o nome de família corrompido do nome alemão "Kreutznaer") parte de Kingston upon Hull, Inglaterra, em uma viagem marítima em agosto de 1651, contra a vontade de seus pais, que queriam que ele seguisse uma carreira na advocacia. Depois de uma viagem tumultuada onde seu navio naufraga em uma tempestade, seu desejo pelo mar permanece tão forte que ele parte para o mar novamente. Esta viagem também termina em desastre, já que o navio é tomado por piratas de Salé (os Salé Rovers) e Crusoé é escravizado por um mouro. Dois anos depois, ele escapa em um barco com um menino chamado Xury; um capitão de um navio português ao largo da costa oeste de África resgata-o. O navio está a caminho do Brasil. Crusoé vende Xury para o capitão. Com a ajuda do capitão, a Crusoé consegue uma plantação no Brasil.

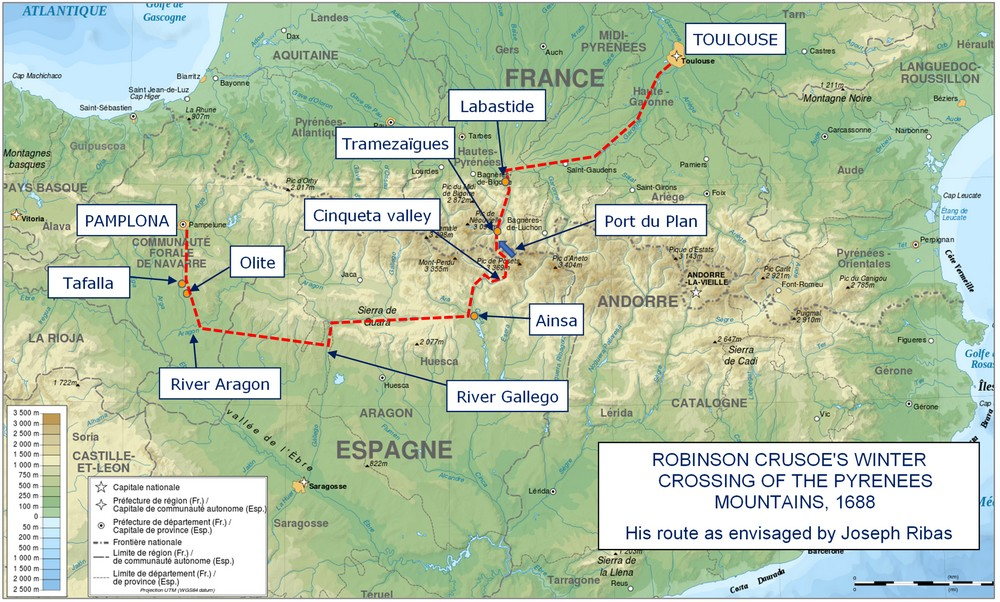
A rota feita por Robinson Crusoé sobre as montanhas dos Pirenéus nos capítulos 19 e 20 do romance de Defoe, como previsto por Joseph Ribas

Anos mais tarde, Crusoé se junta a uma expedição para comprar escravos da África, mas naufraga em uma tempestade a cerca de quarenta milhas do mar em uma ilha na costa venezuelana (que ele chama de Ilha do Desespero) perto da foz do rio Orinoco em 30 de setembro de 1659. Ele observa a latitude como 9 graus e 22 minutos ao norte. Ele vê pinguins e focas nesta ilha. Apenas ele, o cachorro do capitão e dois gatos sobreviveram ao naufrágio. Superando seu desespero, ele busca armas, ferramentas e outros suprimentos do navio antes que ele se quebre. Ele constrói um habitat cercado perto de uma caverna que ele escava. Ao fazer marcas em uma cruz de madeira, ele cria um calendário. Usando ferramentas recuperadas do navio, e algumas que ele mesmo faz, ele caça, cultiva cevada e arroz, seca uvas para fazer passas, aprende a fazer cerâmica e cria cabras. Ele também adota um pequeno papagaio. Ele lê a Bíblia e se torna religioso, agradecendo a Deus por seu destino em que nada falta além da sociedade humana.
Mais anos se passam e Crusoé descobre canibais, que ocasionalmente visitam a ilha para matar e comer prisioneiros. Ele planeja matá-los por cometer uma abominação, mas depois percebe que não tem o direito de fazê-lo, já que os canibais não cometem um crime conscientemente. Ele sonha em obter um ou dois servos libertando alguns prisioneiros; quando um prisioneiro escapa, Crusoé o ajuda, nomeando seu novo companheiro de "sexta-feira" após o dia da semana em que ele apareceu. Crusoé ensina sexta-feira a língua inglesa e o converte ao cristianismo.
Depois que mais canibais chegam para participar de uma festa, Crusoé e Sexta-feira matam a maioria deles e salvam dois prisioneiros. Um é o pai de sexta-feira e o outro é um espanhol, que informa a Crusoé sobre outros espanhóis naufragados no continente. Está traçado um plano em que o espanhol regressaria ao continente com o pai de sexta-feira e traria de volta os outros, construiria um navio e navegaria para um porto espanhol.
Antes que os espanhóis retornem, um navio inglês aparece; os amotinados comandaram a embarcação e pretendem deixar seu capitão na ilha. Crusoé e o capitão do navio fazem um acordo no qual Crusoé ajuda o capitão e os marinheiros leais a retomar o navio. Com seu líder executado pelo capitão, os amotinados aceitam a oferta de Crusoé de serem abandonados na ilha em vez de serem devolvidos à Inglaterra como prisioneiros para serem enforcados. Antes de embarcar para a Inglaterra, Crusoé mostra aos amotinados como sobreviveu na ilha e afirma que haverá mais homens chegando.
Crusoé deixa a ilha em 19 de dezembro de 1686 e chega à Inglaterra em 11 de junho de 1687. Ele descobre que sua família acreditava que ele estava morto; Como resultado, ele não ficou nada no testamento de seu pai. Crusoé parte para Lisboa para recuperar os lucros de sua propriedade no Brasil, que lhe concedeu muita riqueza. Em conclusão, ele transporta sua riqueza por terra para a Inglaterra a partir de Portugal para evitar viajar por mar. Sexta-feira o acompanha e, no caminho, enfrentam uma última aventura juntos enquanto lutam contra lobos famintos enquanto cruzam os Pirenéus.

## Personagens
1. Robinson Crusoé: O narrador do romance que naufraga em uma ilha deserta.
2. Sexta-feira: Um nativo do Caribe que Crusoé salva do canibalismo, posteriormente chamado de "Sexta-feira". Torna-se servo e amigo de Crusoé.
3. Xury: Servo de Crusoé depois que eles escapam da escravidão do Capitão do Rover juntos. Mais tarde, é entregue ao Capitão de Mar Português como servo contratado.
4. A Viúva: Amiga de Crusoé que cuida de seus bens enquanto ele está fora.
5. Capitão de Mar Português: Resgata Crusoé depois que ele escapa da escravidão. Mais tarde, ajuda-o com seu dinheiro e plantação.
6. O Espanhol: Um homem resgatado por Crusoé e Sexta-feira dos canibais que mais tarde os ajuda a escapar da ilha.
7. Pai de Sexta-feira: Resgatado por Crusoé e Sexta-feira ao mesmo tempo que o Espanhol.
8. Pai de Robinson Crusoé: Um comerciante chamado Kreutznaer.
9. Capitão do Rover: Pirata mouro de Sallee que captura e escraviza Crusoé.
10. Tripulantes Traidores: Membros de um navio amotinado que aparecem no final do romance.
11. Os Selvagens: Canibais que chegam à ilha de Crusoé e que representam uma ameaça às convicções religiosas e morais de Crusoé, bem como à sua própria segurança.[8]